# La leyenda del Charro Negro
La leyenda del Charro Negro és una pel·lícula mexicana d'animació dels gèneres d'acció, terror i comèdia del 2018, produïda per Ánima Estudios. És la cinquena entrega de la sèrie de pel·lícules animades Leyendas dirigida per Alberto "Chino" Rodríguez; l'argument se centra en la figura llegendària del Charro Negro, però també utilitza elements dels arguments de les anteriors entregues.
La pel·lícula es va estrenar a Mèxic el 19 de gener de 2018, i va tenir un gran èxit comercial. La pel·lícula ha recaptat un total de 100,8 milions de pesos mexicans (aproximadament 5,3 milions de dòlars EUA), convertint-se en la pel·lícula amb més recaptació de les Leyendas, però actualment la seqüela ha rebut crítiques negatives dels espectadors. És la pel·lícula final de la sèrie que dirigirà Alberto Rodriguez.

## Sinopsi
Xóchitl, nena afeblida sobre un cavall negre, és lliurada a un home que la deixa en una habitació. La nena intenta usar els seus poders, però no pot. Murmura el nom de Leo abans que una figura l'arrossegui a la foscor. Després d'haver alliberat el Chupacabras i la seva família, Leo i el seu germà Nando, segueixen en el seu viatge per a tornar a Puebla, però durant el trajecte es perden.
En un poblat pròxim de l'estat de Mèxic, un mentider anomenat Rupertinoi la seva filla Beatriz, són descoberts i perseguits per una torba furiosa, però finalment escapen. La nena li recrimina al seu pare no haver dit bé els seus parlaments (ja que es dediquen a vendre medicaments falsos) i la vida que porten. De nit, Leo i Nando es troben amb una gitana anomenada Ana (amiga de Rupertino i Beatriz), aturada per la roda del seu carruatge. Els nens l'ajuden per a saber si ella sabia el camí a Puebla, però en dir-los que no, proposa llegir-los la mà, Nando es nega i s'allunya, però Leo accepta. La dona li indica al nen que té dues línies de la vida, una de llum i una altra fosca, dient-li que tant de contacte amb el sobrenatural ha acabat per afectar-lo, advertint-li que si arriba a trepitjar l'Inframón, podria ser la seva fi.
Els nens arriben al poblat, però es barallen en un pont; un ancià atura la baralla i els demana que busquin el seu Ull de Cérvol que va ser robat per Rupertino. Tots dos el troben, però són rebuts de manera brusca per l'home i la nena. Leo aprofita un temps de distracció i li lleva el collaret a Rupertino, qui els descobreix i els persegueix juntament amb Beatriz. En arribar al pont, Leo li dona el collaret a l'ancià, però aquest, després de dir-li a Rupertino que ja es coneixien, es descobreix com el Charro Negro, qui intentava cobrar un tracte que va fer amb l'home fa anys i que aquest Ull de Cérvol no li permetia fer-ho. Així com a càstig s'emporta l'ànima de Beatriz, qui cau inconscient a terra. El Charro Negro obre un portal i abans de creuar-lo, Leo li demana fer un tracte. El Charro Negre li diu que no fa tractes amb nens, però si vol recuperar l'ànima de la nena, pot parlar amb ell a la seva hisenda. A pesar que Leo és conscient del que va dir la gitana, accepta anar.
En aquest moment, mentre Leo i Nando es barallen pel fet d'anar a l'Inframón, apareix Teodora i els informa que les "calaveritas" havien actuat de manera estranya i que Don Andrés, els Alebrijes i Xóchitl han desaparegut. Rupertino se'ls uneix, i tots entren al portal just quan es tanca. Apareixen en una bella hisenda, on descobreixen que Teodora ha perdut la seva capacitat de volar. Mentrestant, Xóchitl i Evaristo són presos del Charro i d'una criatura i li diu a l'alebrije que el Charro intenta arribar a Leo, però desconeix les seves intencions.
El Charro Negro els ensenya diverses pintures dins de la seva casa, on estan tots els seus antecessors i un successor d'identitat desconeguda. Els explica que per emportar-se l'ànima de Beatriz, han de trobar quatre objectes perduts a la hisensa (el medalló de la Nahuala, el Segell Màgic del Chupacabras, el tros de tomba dels fills de la Llorona i una Pedra Sagrada de les Mòmies). Mentrestant, Beatriz li pregunta a Ana que tracte va fer el seu pare, doncs al no ser rics que va ser el que li va demanar. Aquí, li explica que en morir la seva mare, Beatriz es va convertir en el primordial per a Rupertino, però la nena malalt greument quan era una bebè i com un recurs desesperat, va fer un tracte amb el Charro Negre per salvar-la.
Les "calaveritas" arriben amb Xóchitl i Evaristo, i a través de mímica els diuen que el Charro Negro té a Leo. Aquí, descobreixen que les calaveritas tenen l'energia màgica. Usant a Finando, els quatre aconsegueixen fugir i buscaran a Don Andrés i Alebrije.
Nando i Teodora van amb la Dona Eruga, i després de resoldre una endevinalla obtenen el medalló de la Nahuala. Leo i Rupertino van al tir al blanc, i després d'alguns contratemps recuperen la Pedra Sagrada de les Mòmies, però la línia fosca comença a créixer al braç de Leo, tornant-lo d'un color gris. La següent és la Loteria, que és dirigida pel Senyor Villavicencio, finalment guanyen i s'emporten el Segell Màgic del Chupacabras, faltant només un objecte per a recuperar l'ànima de Beatriz.
Mentrestant, Xóchitl i Evaristo juntament amb les calaveritas, usant el seu poder especial, aconsegueixen alliberar Don Andrés i Alebrije. Aquí, els expliquen que el que vol el Charro Negro és usar a Leo com a successor, ja que el seu poder de veure als morts el fa igual al charro i que el poder de les "calaveritas" es diu Puresa Etèria, cosa que els purs de cor posseeixen i que és la clau per a llevar-li a Leo el seu do. No obstant això, són conscients que si ho fan, ja no podran tornar a veure'l.
Finalment, Leo, Nando, Teodora i Rupertino arriben a la Casa dels Miralls, l'últim lloc per buscar, però només deixen entrar a Leo. En aquest moment, es revela que tot és un parany, destruint la fira i transformat el lloc en un lloc fosc i infèrtil, en aquest moment, arriben els altres, que adverteixen el parany on ha caigut el nen. Endins, Leo és atacat pel seu reflex i es mostra que retorns a la hisenda i el Charro Negro l'espera. Aquí li explica que la marca a la seva mà és el resultat de qui juga amb la vida i la mort i revela que Leo és el següent Charro Negro. En continuar negant-se, el Charro l'atrapa i el posseeix. Els amics de Leo són envoltats pels servents del Charro Negro, però Leo surt, vestit com el charro i els fa desaparèixer. Leo obre un portal i Don Andrés adverteix que han de llevar-li el seu do abans que creui.
Xóchitl intenta llevar-li el seu do amb ajuda de Teodora, però Leo les colpeja i llança lluny. Rupertino, qui intenta salvar l'ànima de la seva filla, en veure la baralla, torna i intenta ajudar-los. Però Leo els torna a derrocar. Finalment, Xóchitl li arrenca el seu do de veure fantasmes i les calaveritas el destrueixen. El Charro Negro allibera Leo, però la seva energia fosca surt del sòl i crea la seva enorme silueta. Xóchitl els diu que es quedin i besa a Leo, professant el seu amor. Els tres creuen el portal, mentre que els altres es preparen per a atacar. El charro finalment s'abalança en contra seva.
En arribar, Rupertino li dona el que va poder recuperar de la seva ànima a Beatriz, qui reviu i abraça al seu pare feliç. Finalment, Leo i Nando arriben a Puebla i a la fleca. Leo és rebut feliç per la seva àvia i Dionisia. Durant la nit, els amics de Leo s'entristeixen per no poder ser vists pel seu amic, Xóchitl fa sonar la campana i el nen surt, estenent la seva mà i agraint-los als seus amics per totes les aventures que han viscut. Tots s'uneixen a Leo i toquen la seva mà, fent saber al nen que estan amb ell. Finalment, tots tornen a la casona de Teodora, i ballen mentre la nena canta i toca el piano.

## Repartiment
- Benny Emmanuel com Leo San Juan.
- Emilio Treviño com Nando San Juan.
- Annie Rojas com Xóchitl.
- Mayte Cordeiro com Teodora Villavicencio.
- Andrés Couturier com Don Andrés y Rosseau.
- Eduardo "Lalo" España com Evaristo.
- Hermán Lopez com Alebrije.
- Erick Elías com Charro Negro.
- Óscar Flores com Rupertino.
- Andrea Arutti com Beatriz.
- Karen Vallejo com Ana la Gitana.
- Bruno Coronel com Finado.
- Norma Iturbe com Moribunda.
- Ángela Villanueva com Toñita San Juan.
- Luna Arjona com Nana Dionisia.
- César Soto com Santos.
- Alondra Hidalgo com Denise.
- Mario Castañeda com Sr. López
- Roberto Gutiérrez com Pecas.
- Miguel Ángel Ghigliazza com Rosendo.
- Olga Hnidey com Magdalena La "Mujer Oruga".
- Jimmy Rodríguez com el Niño Demonio del Espejo.

## Estrena i recaptació
La pel·lícula es va estrenar a Mèxic el 19 de gener de 2018, i a diferència de les anteriors pel·lícules que es van estrenar el mes d'octubre. Estava previst inicialment per al seu llançament el desembre de 2017.
El cap de setmana d'obertura a Mèxic, fou la tercera pel·lícula més taquillera darrere de The Commuter i The Shape of Water, guanyant almenys 29 milions de pesos (aproximadament 1,6 milions de dòlars). La pel·lícula es va situar al número 2 darrere de The Shape of Water de Guillermo del Toro, guanyant almenys 24 milions de pesos (aproximadament 1,3 milions de dòlars EUA) i va ingressar un total de 63,4 milions de dòlars (aproximadament 3,4 milions de dòlars EUA). En la seva tercera setmana, la pel·lícula retrocedí al rànquing número 3 amb una recaptació de 12,29 milions de pesos (0,6 milions de dòlars), amb un total de 82,39 milions de pesos (aproximadament 4,4 milions de dòlars EUA) amb un total d’1,9 milions. espectadors. Fins ara la pel·lícula ha recaptat un total de 100,8 milions de pesos.

## Premis
| Any  | Premi                        | Categoria                    | Nominats                    | Resultat |
| ---- | ---------------------------- | ---------------------------- | --------------------------- | -------- |
| 2018 | 15è Premis Canacine          | Millor Pel·lícula d'Animació | La leyenda del Charro Negro | Nominat  |
| 2019 | LXI edició dels Premis Ariel | Millor llargmetratge animat  | Alberto “Chino” Rodríguez   | Nominat  |